# Psychoda alternicula
Psychoda alternicula és una espècie d'insecte dípter pertanyent a la família dels psicòdids que es troba als Estats Units (Texas, Louisiana, Alabama, Florida i Geòrgia), Mèxic (Yucatán), Nicaragua i Colòmbia.